# Монарьов Роман Геннадійович
Рома́н Генна́дійович Монарьо́в (17 січня 1980, Кіровоград, УРСР, СРСР) — український футболіст та футбольний тренер. Грав на позиції нападника. Виступав за юнацьку й молодіжну збірні України. 17 квітня 2009 отримав російське громадянство.

## Кар'єра
Вихованець кіровоградської футбольної школи, розпочав грати у футбол в місцевій «Зірці», проте здебільшого виступав у другій команді. У 18 років отримав запрошення від тренера владикавказької «Аланії» Миколи Латиша. Зіграв у тому сезоні всього 4 гри, після чого був виставлений на трансфер. Після цього повернувся в Україну, де виступав за криворізький «Кривбас» і київських армійців.
У 2001 році, на запрошення Євгена Гінера, перейшов у московський ЦСКА. Завоювавши срібні медалі чемпіонату 2002 року, у 2003 році був відданий в оренду в «Торпедо-Металург», граючи за який не пропустив жодного матчу. Наступного року знову повернувся на батьківщину, цього разу у столичний «Арсенал», після чого нетривалий час виступав за казахстанський «Женіс».
У 2005 році перейшов у клуб Першого російського дивізіону «КамАЗ». Клуб із Набережних Човнів ледь не вирішив завдання виходу у Прем'єр-лігу, а Монарьов із 18 м'ячами став у тому сезоні третім бомбардиром дивізіону. Зігравши у 2006 році 6 ігор і не відзначившись жодного разу, був відправлений у дубль «КамАЗу».
Улітку 2006 року Роман змінив клуб, опинившись у прем'єр-ліговій «Луч-Енергії». На полі з'являвся майже в кожному турі, але виходив в основному на заміну хвилин на 20-30.
У 2007 році відправився в ярославський «Шинник», що вирішував після вильоту завдання швидкого повернення у Прем'єр-лігу. Зрештою «Шинник» у сезоні 2007 посів перше місце, а Роман Монарьов із 20 м'ячами знову став третім серед бомбардирів дивізіону. У 2008 році першу половину сезону в основному виходив на останніх хвилинах, а із середини сезону став отримувати набагато більше ігрової практики, але за весь чемпіонат відзначився всього тричі — всі три м'ячі були забиті у ворота спартаківських команд Москви та Нальчика. Гол, забитий Монарьовим у матчі 26-го туру російської Прем'єр-ліги зі «Спартаком» (Нальчик), був визнаний найкращим голом чемпіонату Росії 2008 року за версією телеканалу «Спорт».
У 2010—2011 роках виступав за «Нижній Новгород», після чого перейшов у новоросійський «Чорноморець», де й завершив ігрову кар'єру у 2012 році.

### Тренерська кар'єра
На початку жовтня 2016 року був призначений старшим тренером молодіжного складу рідної «Зірки», а вже 15 листопада того ж року офіційно очолив кропивницьку команду як виконувач обов'язків головного тренера. 11 травня 2017 року позбавлений приставки «виконувач обов’язки» і з того часу очолював «Зірку» як головний тренер. За підсумками сезону 2017/18 кропивницька команда під його керівництвом вибула до Першої ліги, після чого 6 червня 2018 року клуб і тренер припинили співробітництво.

## Досягнення
- Срібний призер чемпіонату Росії: 2002
- Володар Кубка Росії: 2001/02
- Бронзовий призер Першого дивізіону Росії: 2005
- Переможець Першого дивізіону Росії: 2007